# Paweł Szornel
Paweł Szornel herbu Dołęga (zm. w 1689 roku) – cześnik sanocki w latach 1669-1687.
Był elektorem Michała Korybuta Wiśniowieckiego z ziemi chełmskiej w 1669 roku.